# Дуб черешчатий (пам'ятка природи, кв. 26)
Дуб черешчатий — ботанічна пам'ятка природи місцевого значення, розташована неподалік від села Великі Будища Гадяцького району Полтавської області. Була створена відповідно до Постанови Полтавської облради № 74 від 17 квітня 1992 року.

## Загальні відомості
Землекористувачем є ДП «Гадяцький лісгосп», Краснолуцьке лісництво, квартал 26, площа — 0,07 гектара. Розташована на південь від села Великі Будища Гадяцького району.
Пам'ятка природи створена з метою збереження одинокого вікового дерева дуба звичайного віком 300 років.